# Czesław Białczyński
Czesław Białczyński (ur. 26 sierpnia 1952 w Krakowie) – polski pisarz science fiction, scenarzysta. Współtwórca awangardowej grupy literackiej „Warkod”.

## Życiorys
Ukończył technikum geodezyjne w 1971, a następnie Wyższe Studium Scenariuszowe łódzkiej PWSFTviT w 1982. Debiutował na łamach „Młodego Technika” (1976) opowiadaniem Styk. W 1978 wydał powieść science fiction pod tytułem Próba Inwazji i od tego czasu utrzymuje się z pracy twórczej. W 1980 Polskie Radio emitowało jego kolejną powieść fantastyczną zatytułowaną Zakaz wjazdu. Właściciel działającego od 1993 wydawnictwa Kraina Księżyca z siedzibą w Krakowie. Od 1996 dyrektor agencji Crackfilm.
Publikował w „Młodym Techniku”, „Fantastyce”, „Epoce Literackiej”, „Literaturze” i „Ruchu Literacko-Artystycznym”. Członek Stowarzyszenia Pisarzy Polskich od 1989. W 1995 został stałym korespondentem ukazującej się w Toronto „Gazety Polskiej”.

## Twórczość
- Próba inwazji (1978) – Iskry,
- Zakaz wjazdu (1981) – Iskry, czytana w całości w PR III Warszawa 1980 (na jej podstawie zrealizowano w TVP w 1986 roku fabularny film TV (50 min.) – reżyseria A. Tomczyk – emisja 1986),
- Miliardy białych płatków (1983) – KAW,
- Czwarty na piąty maj, osiemdziesiąt (1983) – Czytelnik,
- Ostatnia noc niewidzialnych (1985) – KAW,
- Śmierć buntownika (1986) – druk fragmentów: Literatura 1986 rok, NaGłos 1997, całość czytana w PR III Warszawa 1986 – podpisana w 1983 umowa została zerwana (Wydawnictwo Czytelnik) – skład powieści rozsypano w 1989 na podstawie zalecenia Wydziału Kultury KC PZPR[potrzebny przypis].
- Jan San: Moje przygody z psioniką (1990) – Czytelnik,
- Polski Łącznik (1991) – Wydawnictwo „Gazeta Krakowska”,
- Stworze i Zdusze – leksykon boginek i demonów słowiańskich (1993/94) – Wydawnictwo Kraina Księżyca (czytana w PR Kraków i PR III Warszawa 1993),
- Mitologia słowiańska: Księga Tura (1999) – Baran & Suszczyński
- Nowe Przygody Baltazara Gąbki: Na Tropie Czarnej Dziury Tom 1 (2012) – Wydawnictwo Slovianskie Slovo
- Mitologia słowiańska, tom 2: Księga Ruty (2013) – Wydawnictwo Slovianskie Slovo
- Wojny Haoltańskie (tom 1) - Ostatnia noc niewidzialnych (2014) - Wydawnictwo Solaris
- Wojny Haoltańskie (tom 2) - Uczeń czarnoksiężników (2014) - Wydawnictwo Solaris
- Wojny Haoltańskie (tom 3.1) - Dookoła nigdzie cz. 1 (2015) - Wydawnictwo Solaris
- Wojny Haoltańskie (tom 3.2) - Dookoła nigdzie cz. 2 (2015) - Wydawnictwo Solaris
- Tomirysa i Czaropanowie - Świątynia Dziewięciu Kręgów. Z Królestwa SIS (2016) - Wydawnictwo Slovianskie Slovo

## Poezja
Współtwórca awangardowej grupy poetyckiej Kodystów Polskich Warkod – druk utworów w podziemnej jednodniówce Warkod 1982, potem w Przekroju 1987 r., autor Manifestu Kodystów (1987),
- Antypoemat NEO (1992) – Wydawnictwo Kraina Księżyca – wydanie numerowane (53 egzemplarze specjalne).